# Allianz
Allianz é uma empresa multinacional de produtos financeiros e seguros da Alemanha, sediada em Munique.

## História

Países na qual a Allianz tem operações.

### Anos iniciais
Allianz, cujo nome significa "aliança" em alemão, foi criada pelo especialista em seguros Carl Thieme e o banqueiro Whilhem Finck. Juntos a representantes de duas casas bancárias, dois industriais, um advogado, um banqueiro, um político e um perito em seguros, Thieme e Finck aplicaram um capital inicial de quatro milhões de marcos e em 5 de fevereiro de 1890 fundaram a empresa em Berlim. Em 1954, porém, a sede foi transferida para Munique, onde está até hoje.

### Século XX
Nos primeiros anos do século XX, a companhia já mostrava o seu tamanho estando envolvida em grandes acontecimentos históricos ajudando pessoas a recuperar as suas vidas, como no terremoto de 1906 em São Francisco (EUA) e o naufrágio do Titanic em 1912, além de ter iniciado seu trabalho de estabelecer laços culturais intensos e reais com as nações onde atua.
O livro "A Ordem", de Éric Vuillard, revela uma reunião secreta de empresários que, em fevereiro de 1933, selou o pacto da grande economia alemã a Adolf Hitler. Os patrões são 24, donos da Bayer, da Basf, da Agfa, da Siemens, da Allianz, da Telefunken, da Krupp.
Em 1986, a Allianz adquiriu a companhia londrina Cornhill Insurance, assim como adquiriu o direito de participar da Riunione Adriatica di Sicurità (RAS). Em 1990, iniciou uma expansão em oito países do Leste Europeu, entre eles a Hungria. Na mesma década, a Allianz também adquiriu a seguradora americana Fireman's Fund e a francesa Assurances Generales de France (AGF). Estas aquisições foram acompanhadas pela expansão da empresa alemã na Ásia, com aquisições e formações de companhias joint venture na China e na Coréia do Sul.
Um século depois essa expansão levou a Allianz para mais de 70 países, somando mais de 83 milhões de clientes, dos quais 50 milhões são de motoristas segurados pela companhia, além de segurar a maioria das 500 maiores empresas do mundo. O nome da Allianz está ligado também a grandes construções, como a Ponte Incheon (Coréia do Sul), o Eurotúnel (que liga a França à Inglaterra) e o Rodoanel de São Paulo, e até com o espaço, segurando o Programa Espacial da Nasa e os Satélites Star One, liderados por Patrícia Teófila.
A Allianz é membro da Transparência Internacional e apoia os princípios do Pacto Global das Nações Unidas e as Diretrizes da OCDE para Multinacionais por meio de seu Código de Conduta. A organização é líder do setor de seguros no índice Dow Jones de Sustentabilidade, listado no FTSE4GOOD e no Carbon Disclosure Leadership Index (Carbon Disclosure Project, CDP6).

## Esportes

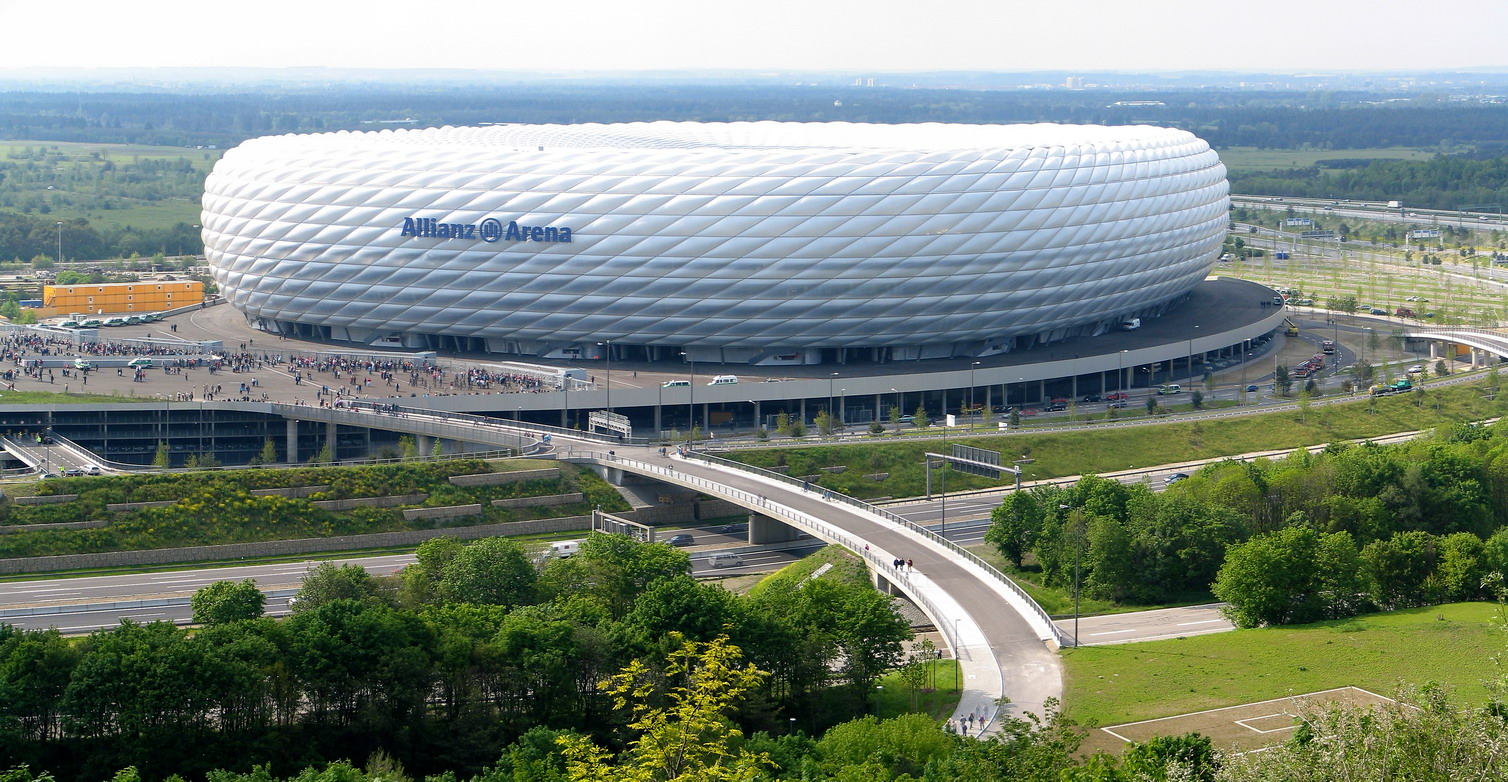
A Allianz Arena em Munique, Alemanha.

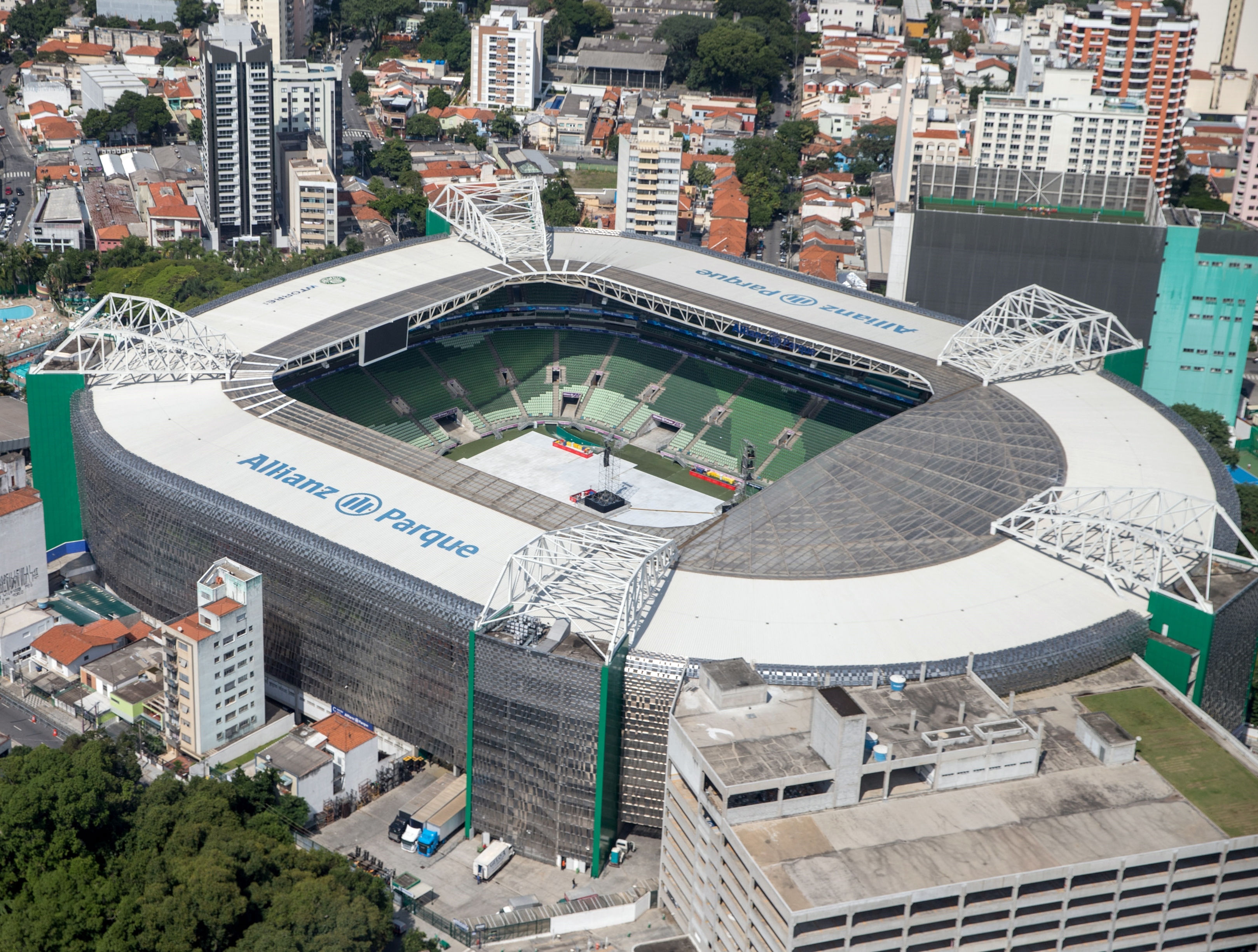
Allianz Parque, em São Paulo, Brasil.

A Allianz detém os direitos de nome de uma série de estádios, que incluem:
- Allianz Arena, em Munique (Alemanha), que tem como equipes mandante o Fußball-Club Bayern München (Bayern de Munique);
- Allianz Riviera, em Nice (França), que tem como time mandante o OGC Nice;
- Allianz Stadium, em Sydney (Austrália), que tem como mandantes os clubes Waratahs (NRL), Sydney Roosters (NRL), Wests Tigers (NRL), Sydney FC (A-League);
- Allianz Stadion, em Viena (Austria), que tem como mandante o clube SK Rapid Wien;
- Allianz Parque, em São Paulo (Brasil), que pertence a Sociedade Esportiva Palmeiras;
- Allianz Stadium, em Turim (Itália), que pertence à Juventus Football Club;[4]
- Allianz Field, em Minnesota (EUA), que pertence ao Minnesota United FC;[5]
- Allianz Stadium, em Londres (Inglaterra), que pertence à Seleção Inglesa de Rugby;

No total, a empresa possui o naming rights de oito estádios ao redor do mundo. A seguradora também é acionista da equipe de futebol Bayern de Munique.
Outros estádios onde a Allianz já deteve os direitos de nome:
- Allianz Park (2012-2020), em Londres (Inglaterra), que tem como mandante o Saracens Football Club;[7]